# San Antonio Escobar
San Antonio Escobar är en ort i Mexiko.   Den ligger i kommunen Ocosingo och delstaten Chiapas, i den sydöstra delen av landet, 900 km öster om huvudstaden Mexico City. San Antonio Escobar ligger 953 meter över havet och antalet invånare är 310.
Terrängen runt San Antonio Escobar är kuperad. Runt San Antonio Escobar är det glesbefolkat, med 16 invånare per kvadratkilometer. Närmaste större samhälle är Nueva Palestina, 17,9 km öster om San Antonio Escobar. I omgivningarna runt San Antonio Escobar växer i huvudsak städsegrön lövskog.